# CS催淚性毒氣
CS催淚性毒氣（英語：CS gas）是化学武器的一种，学名为邻-氯代苯亚甲基丙二腈（2-chlorobenzalmalononitrile），化学分子式为C10H5ClN2。是世界各国警方广泛使用的一种非致命性催泪瓦斯。2-氯代苯亚甲基丙二腈本身在常温下为固体，一般喷射使用的毒气是该物质和挥发性溶剂混合而成的气溶胶。人类暴露于CS催泪气中时，会受到呼吸道烧灼感的影响，导致流泪、呼吸困难、流鼻涕、咳嗽、迷惑，造成其失去对抗能力。
CS最早由两位美国人本·科森和罗杰·斯托顿合成于1928年在明德大学合成；CS一名正是来源于这两位的姓氏首字母。在二十世纪50和60年代，CS气在英国威爾特郡的Porton Down成为秘密武器研发试验的对象。实验首先在动物身上进行，后来转到英国陆军人员身上试验。CS气对于动物的效果较差，和其“泪腺退化、毛皮覆盖”有关。

## 合成

CS的合成方程式

CS一般通过克脑文盖尔缩合反应反应制备：
ClC6H4CHO + H2C(CN)2 → ClC6H4CHC(CN)2 + H2O
反应会使用哌啶或吡啶之类的弱碱催化。CS两人的合成方法一直沿用至今。较新、可能更高效的催化方式有使用其他碱、不用溶剂、施以微波刺激等。
CS两人把这个物质的生理特性描述为：“这里有些二腈有刺激打喷嚏和催泪的作用。湿的时候无害，但乾了就是灾难。”

### 气化
用热分散法可造成毒烟，也可用爆炸法或撒粉器造成微粉使地面和空气染毒。能刺激眼睛、呼吸道和皮肤，有强烈喷嚏和催泪作用。

## 理化特性
纯品呈白色片状晶体，沸点310～315℃。熔点93～95℃，挥发度很小。CS有胡椒味，难溶于水，微溶于醇，易溶于苯、氯仿、丙酮等有机溶剂，不易水解，加热或加碱则可加速水解。
它虽然能被高锰酸钾、次氯酸盐如氯漂白水等氧化剂氧化，但化学反应将相当剧烈，进而生成更具有毒性之化合物产生。

### 高溫分解與熱聚合下可能衍生的毒性
在一般使用的受熱環境下，CS可以被熱分解成至少含有一氧化氮、鹽酸及山埃(Cyanide)的混合性毒氣。但催淚彈遇有明火環境（因不同燃燒物質有著不同火焰溫度，通常高達上千度，例如使用鎂粉或鋁粉做為發熱材料的催淚彈，均溫可達攝氏2000度），而在高溫環境下，CS及其熱分解產物，會持續進行初級的熱分解，分解後的初級產物，亦會再進行次級反應(secondary reaction)的熱分解與熱聚合反應，有流言說隨高溫時間持續,形成更多不同種類的多氯有機化合物，如二噁英等類戴奧辛物質，但如香港中文大學陳竟明教授所言，目前沒有任何實驗證據表明有致病劑量的二噁英生成。英國皇家化學會院士曹宏威“估計是很低很低量，所以連測都測不到”。
在一般催淚彈爆炸產生的高溫環境下，CS傾向于熱分解。分解的有毒產物中，有些在大氣環境下極不穩定，無法長期留存，例如一氧化氮會迅速與空氣中的氧氣反應,形成具有強烈刺激性與腐蝕性的二氧化氮。（一般情況而言，二氧化氮的主要來源，是燃燒化石燃料的內燃機排放，CS受熱分解，因為一顆催淚彈的燃燒時間，遠遠沒有汽車內燃機工作時間長，所以非連續長時間使用催淚彈的情況下,一顆催淚彈所產生的二氧化氮，對大氣環境的影響，沒有使用汽油或者柴油的汽車大。）
熱聚合反應則生成更大碳數的類戴奧辛物質，如碳數12的2,3,7,8-四氯雙苯環二噁英或多氯聯苯，雖然在初級反應下，已熱分解成碳數較低的有機化合前驅物，但是前驅物在高溫條件下，需要由催化劑（常見如銅或其他過渡金屬）的幫助，才可以更快速地聚合生成更多碳環的分子。中國製的催淚彈，在大氣環境下爆炸時，燃燒溫度高，過程伴隨鎂粉與鋁粉等純度不高的金屬粉末，鎂鋁在高溫下迅速氧化，沒有過渡金屬存在，產生的二噁英類物質“估計是很低很低量，所以連測都測不到”。亦有研究指出，CS催淚彈會熱分解成氯苯 ，而氯苯在200-550攝氏度具有氧化鋁為基底的鉑催化的環境下，可以形成類二噁英等物質 。但是催淚彈裡面根本就沒有鉑，產生的二噁英類物質“估計是很低很低量，所以連測都測不到”。有學者認為，短時間內持續且大量使用催淚彈，將造成公共衛生與環境危機。
研究發現，CS於攝氏650度高溫下，會形成碳數18的2,5-二氯-1,1':2',1-三聯苯（1,1':2',1''-Terphenyl, 2,5-dichloro-）的有機化合物，屬於多氯三聯苯一類的毒性物質。
香港媒體立场新闻的前線記者陳裕匡連續5個月反覆接觸催淚氣體後，由中醫師診斷身體上出現氯痤瘡，而引起公眾向警方諮詢，香港警方先是否認催淚彈會釋放類二噁英物質後，卻又於隔日2019年11月15日的例行記者會上，承認催淚彈可能會釋出二噁英。注意到氯痤瘡不一定是由二噁英引起，也可以由氯、氯酚和多氯聯苯等導致。同時幾千名警察、示威者和記者在5個月的香港示威前線，就陳裕匡一個人不幸中招。所以陳裕匡的氯痤瘡是不是由催淚彈釋放的類二噁英物質引發，目前沒有定論。類戴奧辛物質通常由焚化爐燃燒有機含氯廢棄物產生，在抗議示威中，二噁英等致癌物亦可能由焚燒含氯有機廢棄物產生。惟有學者反駁稱，須數百度攝氏高溫燃燒和夾雜金屬才會釋放二噁英，單純燃燒路障而釋放二噁英的機會極低。亦有壓力團體成員接受時事節目《經緯線》採訪時表示，警方舉例稱示威者燃燒大型水馬的塑膠成份可產生二噁英的說法並不實屬，因該種路障實際由高密度聚乙烯（HDPE，二號塑膠♴）製成，而非含有氯的聚氯乙烯（PVC，三號塑膠♵）。

## 毒理作用
气溶胶对人眼的刺激阈值为0.0025mg/m3，最低刺激浓度为0.1～1.0mg/m3。皮肤接触有灼烧感，疼痛感，严重时出现水泡、溃疡。野战条件下，一般不会造成致死性伤害。气溶胶状态的CS对眼睛和上呼吸道具有强烈的刺激作用，中毒后会出现灼痛、大量流泪流鼻涕等症状，脱离接触5～15分钟后症状就会消失,但皮肤接触的地方会产生刺痛、红斑，其作用仍可保持数小时之久。
毒理试验证明后接触到CS死亡的动物显示杯状细胞数量的增加，呼吸道及结膜（眼睛粘膜，眼睑和覆盖眼球的一部分），呼吸道和消化道坏死（细胞死亡），肺水肿（肺部充满液体），并肾上腺出血。

## 使用方法

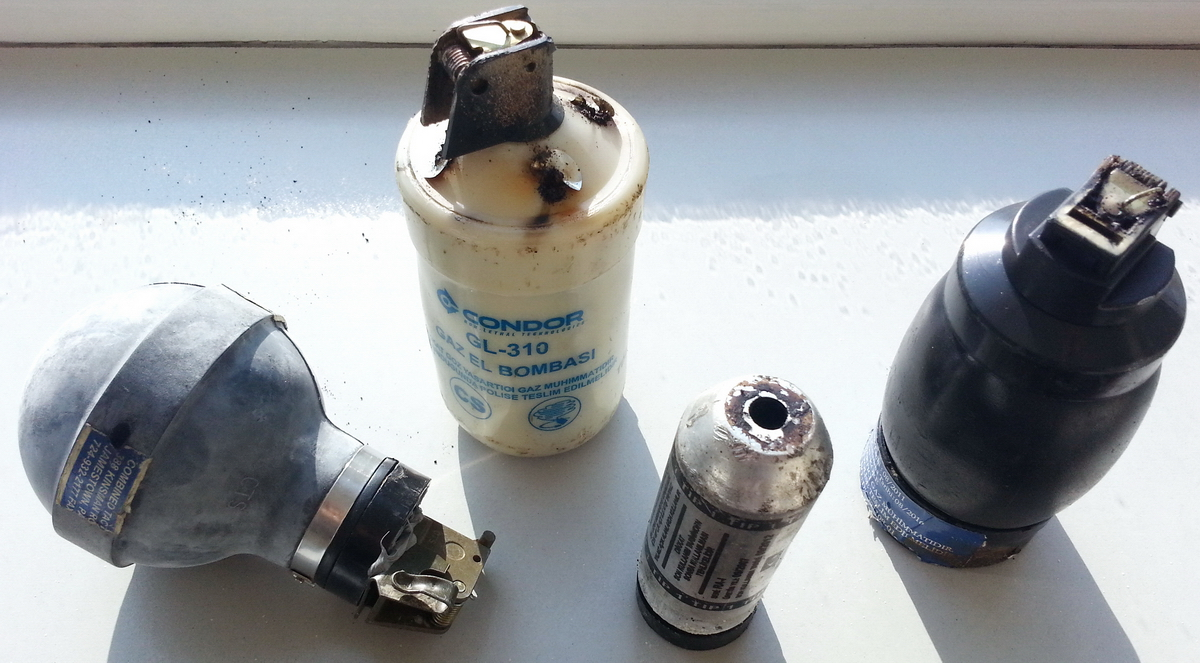
在2013年土耳其反政府抗议运动中收集到的各类CS瓦斯弹壳。

CS这种刺激剂在西方国家，不但已經成为军警镇暴、维持治安的有力武器，而且也成为平民防身用的物品。和胡椒噴霧一樣，CS喷射剂是一些国家的執法人等标准警用装备之一。CS不但被装进手榴弹、枪弹和手提喷洒器之中，而且还被装入车载的化学喷雾器之中以便机动进行镇暴任务。CS也被装入形态各异的容器中，如香水瓶的喷洒器之中，以便妇女等使用者自卫时使用。

## 使用情况

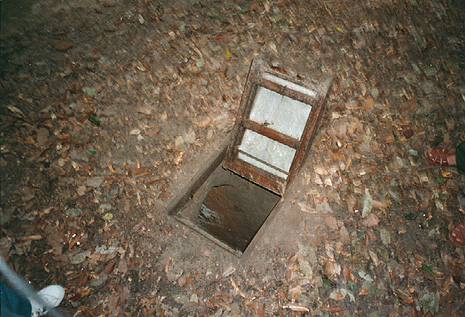
在越南战争中，美军曾向纠支地道内施放CS毒气，企图逼使匿藏於地道的越共士兵投降

此处的CS是美军代号的音译，源於其發明人Ben Corson和Roger Stoughton名字的聯合,二人于1928年第一次報導了CS的合成，1956年英國防化建設實驗室（Chemical Defense Experimental Establishmen）將之发展为控暴刺激劑。1960年，美国軍方通过以CS作為制式裝備的決議，多用於镇压暴动。
CS的首次使用是英国在塞浦路斯镇压大规模骚乱，曾被美军大量使用于越战战场中，而现代多广泛用于军队和警察的镇暴行动、核生化訓練、以及驱散示威人群。
香港警方於2019年之反修例運動中，使用近萬枚催淚彈對付倒塞道路的示威者及參與非法集結的人士。。

## 防护及处理
对CS的防护，不但要用防毒面具进行脸部及眼和呼吸道的防护，而且有时还需穿防护衣及靴套、手套等，对皮肤进行防护，中毒者可用2%碳酸氢钠水溶液或清水冲洗眼、鼻和皮肤。

## 去污

### 室內環境
对于受到CS飞溅污染的环境，由於CS屬酸性物質，绝不可以使用氯漂白水清洁，因CS与氯漂白水两者化学作用下，将产生比CS毒性更大的化合物。有学者进一步说明，必须以1：1等体积之水与乙醇或异丙醇之溶液，加入5%(重量)的氢氧化钠(NaOH)或氢氧化钾(KOH)，等待至少20分钟使CS及其残余物进行碱性水解(alkaline hydrolysis)反应，待形成可溶于醇类水溶液之反应产物后，再以大量清水稀释冲洗

### 皮膚及衣物
皮膚接觸到催淚煙後亦應用大量清水和肥皂徹底清洗，而眼睛若有不適可用大量的清水或生理鹽水沖洗。對於受污染的衣物，若身穿衣物曾處於施放催淚彈現場，因殘留物短時間難以清水洗淨，建議應即時更換及棄置。如須清洗身穿衣物，應與其他衣物分開以冷水清洗，否則反而會污染其他衣物。